# ヤンシー・メデイロス
ヤンシー・メデイロス（Yancy Medeiros、1987年9月7日 - ）は、アメリカ合衆国の男性総合格闘家。ハワイ州オアフ島出身。Team Hakuilua所属。

## 来歴
空手とレスリングを学び、2007年に総合格闘技デビュー。

### UFC
2013年4月27日、UFC初参戦となったUFC 159でルスタム・ハビロフと対戦し、親指の負傷でTKO負けを喫した。
2013年11月6日、UFC: Fight for the Troops 3でイーブス・エドワーズと対戦し、パウンドでKO勝ち。試合後の薬物検査でマリファナの陽性反応が検出されたため、ケンタッキー・ボクシング&レスリング・オーソリティから90日間の出場停止処分を受け、試合結果もノーコンテストに変更された。
2014年4月26日、UFC 172でライト級ランキング9位のジム・ミラーと対戦し、ギロチンチョークで一本負けを喫した。
2014年8月20日、UFC 177でデイモン・ジャクソンと対戦し、リバースブルドッグチョーク（UFCの公式記録はリバースギロチンチョーク）で一本勝ち。パフォーマンス・オブ・ザ・ナイトを受賞した。
2014年12月12日、The Ultimate Fighter 20 Finaleでジョー・プロクターと対戦し、ギロチンチョークで一本勝ち。パフォーマンス・オブ・ザ・ナイトを受賞した。
2016年5月14日、UFC 198でフランシスコ・トリナウドと対戦し、0-3の判定負け。ファイト・オブ・ザ・ナイトを受賞した。
2016年9月10日、UFC 203でショーン・スペンサーと対戦し、リアネイキドチョークで一本勝ち。パフォーマンス・オブ・ザ・ナイトを受賞した。
2017年6月3日、ウェルター級転向初戦となったUFC 212でエリック・シウバと対戦し、パウンドでTKO勝ち。
2018年2月18日、UFC Fight Night: Cowboy vs. Medeirosでウェルター級ランキング11位のドナルド・セラーニと対戦し、パウンドでTKO負け。
2019年1月19日、UFC Fight Night: Cejudo vs. Dillashawでライト級ランキング15位のグレゴール・ガレスピーと対戦し、TKO負け。
2021年8月17日、UFCからリリースされた。

## 戦績
| 総合格闘技 戦績 | 総合格闘技 戦績 | 総合格闘技 戦績 | 総合格闘技 戦績 | 総合格闘技 戦績 | 総合格闘技 戦績 | 総合格闘技 戦績 |
| --------------- | --------------- | --------------- | --------------- | --------------- | --------------- | --------------- |
| 27 試合         | (T)KO           | 一本            | 判定            | その他          | 引き分け        | 無効試合        |
| 16 勝           | 8               | 4               | 4               | 0               | 0               | 1               |
| 9 敗            | 4               | 1               | 4               | 0               | 0               | 1               |

| 勝敗 | 対戦相手                 | 試合結果                           | 大会名                                                             | 開催年月日     |
| ×    | ジョラ・アイバジヤン     | 5分3R終了 判定0-3                  | Bellator Champions Series 4: Nurmagomedov vs. Shabliy              | 2024年9月7日   |
| －   | チャーリー・レアリー     | ノーコンテスト                     | Bellator 295: Stots vs. Mix                                        | 2023年4月22日  |
| ○    | エマニュエル・サンチェス | 5分3R終了 判定3-0                  | Bellator 279                                                       | 2022年4月23日  |
| ×    | ダミア・ハゾビック       | 5分3R終了 判定0-3                  | UFC Fight Night: Gane vs. Volkov                                   | 2021年6月26日  |
| ×    | ランド・バンナータ       | 5分3R終了 判定0-3                  | UFC Fight Night: Anderson vs. Błachowicz 2                         | 2020年2月15日  |
| ×    | グレゴール・ガレスピー   | 2R 4:59 TKO（パウンド）            | UFC Fight Night: Cejudo vs. Dillashaw                              | 2019年1月20日  |
| ×    | ドナルド・セラーニ       | 1R 4:58 TKO（パウンド）            | UFC Fight Night: Cowboy vs. Medeiros                               | 2018年2月18日  |
| ○    | アレックス・オリベイラ   | 3R 2:02 TKO                        | UFC 218: Holloway vs. Aldo 2                                       | 2017年12月2日  |
| ○    | エリック・シウバ         | 2R 2:01 TKO（左フック→パウンド）   | UFC 212: Aldo vs. Holloway                                         | 2017年6月3日   |
| ○    | ショーン・スペンサー     | 2R 0:49 リアネイキドチョーク       | UFC 203: Miocic vs. Overeem                                        | 2016年9月10日  |
| ×    | フランシスコ・トリナウド | 5分3R終了 判定0-3                  | UFC 198: Werdum vs. Miocic                                         | 2016年5月14日  |
| ○    | ジョン・マクデッシー     | 5分3R終了 判定2-1                  | UFC 194: Aldo vs. McGregor                                         | 2015年12月12日 |
| ×    | ダスティン・ポイエー     | 1R 2:38 TKO（スタンドパンチ連打）  | UFC Fight Night: Boetsch vs. Henderson                             | 2015年6月6日   |
| ○    | ジョー・プロクター       | 1R 4:37 ギロチンチョーク           | The Ultimate Fighter 20 Finale                                     | 2014年12月12日 |
| ○    | デイモン・ジャクソン     | 2R 1:54 リバースブルドッグチョーク | UFC 177: Dillashaw vs. Soto                                        | 2014年8月30日  |
| ×    | ジム・ミラー             | 1R 3:18 ギロチンチョーク           | UFC 172: Jones vs. Teixeira                                        | 2014年4月26日  |
| －   | イーブス・エドワーズ     | ノーコンテスト（薬物検査失格）     | UFC: Fight for the Troops 3                                        | 2013年11月6日  |
| ×    | ルスタム・ハビロフ       | 1R 2:32 TKO（親指の負傷）          | UFC 159: Jones vs. Sonnen                                          | 2013年4月27日  |
| ○    | ガレス・ジョセフ         | 2R 1:19 KO（パンチ）               | Strikeforce: Fedor vs. Werdum                                      | 2010年6月26日  |
| ○    | ラウール・カスティーリョ | 5分3R終了 判定3-0                  | Strikeforce Challengers 6                                          | 2010年2月26日  |
| ○    | ジーク・プラドス         | 1R 2:23 TKO（パンチ連打）          | Destiny MMA: Maui No Ka'oi 【Destiny MMAライトヘビー級王座決定戦】 | 2009年8月22日  |
| ○    | ジェイク・ヤスイ         | 1R 1:46 リアネイキドチョーク       | UNU 1: Seek and Destroy                                            | 2009年3月21日  |
| ○    | ポアイ菅沼               | 3R 0:37 TKO（パンチ連打）          | Destiny MMA: Pier Fighter 1                                        | 2008年11月15日 |
| ○    | ジーノ・ベンティ         | 3分3R終了 判定3-0                  | Hawaii Fight League 4                                              | 2008年10月12日 |
| ○    | ラリー・ペレイラ         | 1R 2:37 KO（パンチ連打）           | Hawaii Fight League 3                                              | 2008年5月3日   |
| ○    | エディ・オヒア           | 1R 1:23 TKO（パンチ連打）          | Hawaii Fight League 2                                              | 2008年1月12日  |
| ○    | リゴ・メンドーサ         | 1R KO（パンチ連打）                | Hawaii Fight League 1                                              | 2007年10月19日 |

## 獲得タイトル
- Destiny MMAライトヘビー級王座（2009年）

## 表彰
- UFC ファイト・オブ・ザ・ナイト（2回）
- UFC パフォーマンス・オブ・ザ・ナイト（3回）